# Henryk Barylski
Henryk Barylski (ur. 20 lutego 1944, zm. 16 grudnia 2017) – polski żużlowiec.
Debiutował na torze w 1962. Z drużyną Włókniarza był złotym (1974) i srebrnym (1975) medalistą Drużynowych Mistrzostw Polski. Ponadto w 1973 zajął drugie miejsce w Memoriale im. Bronisława Idzikowskiego i Marka Czernego. Zakończył karierę w 1975.